# Pass Creek Snowshoe Cabin
La Pass Creek Snowshoe Cabin est une cabane en rondins dans le comté de Glacier, dans le Montana, aux États-Unis. Protégée au sein du parc national de Glacier, elle a été construite dans un style rustique en 1938. Elle est inscrite au Registre national des lieux historiques depuis le 19 décembre 1986.